# Fulton Sheen
Tiszteletreméltó Fulton John Sheen (született Peter John Sheen) (El Paso, Illinois, 1895. május 8. – New York, 1979. december 9.) a római katolikus egyház egyik amerikai érseke volt, aki prédikációiról és különösen tv-s és rádiós munkájáról ismert. A kanonizációs eljárása hivatalosan 2002-ben kezdődött meg. 2012 júniusában XVI. Benedek pápa elismerte azt a határozatot, amely szerint a püspök hősies erények életét élte – ez egy lényeges lépés a boldoggá avatási eljárásban. Emiatt kapta meg a „tiszteletreméltó” jelzőt.
Miután 1919-ben pappá szentelték Peoriai egyházmegyében, Sheen hamar híres teológussá vált. 1923-ban megkapta a Cardinal Mercier-díjat nemzetközi filozófia kategóriában. Folytatta a teológia és filozófia oktatását mialatt plébánosként működött. Ezután kinevezték a New York-i főegyházmegye segédpüspökévé 1951-ben. 1966-ig töltötte be ezt a tisztséget, ekkor kinevezték Rochester püspökének. 1966. október 21-től 1969. október 6-ig volt Rochester püspöke, amikor is lemondott. Ezután a wales-i Newport címzetes érseke lett.
Mielőtt elkezdett a televízióval foglalkozni és bemutatta Az életed érdemes élni című műsorát (1951–1957), 20 éven keresztül egy éjszakai rádióműsort vezetett, melynek címe A katolikus óra volt. (1930–1950) Sheen utolsó előadói szerepe az országosan sugárzott Fulton Sheen program című műsorban volt, amely nagyon hasonló volt a korábbi Az életed érdemes élni című show-hoz. Ezért a munkájáért Sheen kétszer kapta meg az Emmy-díjat a legkiemelkedőbb tv-s személyiség kategóriában. 2009-től kezdődően műsorait újból játssza két kábel-tv csatorna, az EWTN és a Church Channel. A sugárzott prédikációban játszott közreműködése miatt Sheent gyakran emlegetik az első teleevangelisták között.

## Gyermekkora
Sheen az Illinois állambeli El Pasoban született, Newton Sheen és Delia Sheen 4 fia között a legidősebbként. Bár egész életében Fultonnak nevezték anyja leánykori neve miatt, Peter John Sheen néven lett megkeresztelve. Csecsemőként gümőkórt kapott. Miután a család a közeli Peoriába költözött, Sheen első templomi szerepe, a Szent Mária katedrálisban, ministránsfiú volt.

## Tanulmányai
1913-ban ő mondta a végzős búcsúbeszédet a Spalding Intézetben, ezután az Illinois állambeli Bourbonnais, Szent Viator Főiskoláján tanult, majd felszentelése előtt a minnesotai Szent Pál Szemináriumba járt. Tanulmányait a Washington állambeli Amerikai Katolikus Egyetemen folytatta. A fiatalos külseje miatt egy alkalommal a helyi plébános megkérte, hogy ministránsként segédkezzen a szentmisén.
Sheen doktorátust szerzett filozófiából a belga Leuveni Katolikus Egyetemen 1923-ban. Az ott töltött idő alatt ő lett az első amerikai, aki megkapta a Cardinal Mercier-díjat a legjobb filozófiai értekezés kategóriában. 1924-ben Sheen további tanulmányokat végzett Rómában, doktorátust szerezve ezzel szent teológiából a Pontificum Collegium Internationale Angelicum intézményben, amelynek későbbi neve Aquinói Szent Tamás Pápai Egyetem.

## Papi élete
Sheen egy évig asszisztált a Szent Patrik-templom plébánosa mellett Londonban a Soho téren. Ezalatt teológiát tanított a Szent Edmund Főiskolán Wareben, ahol találkozott Ronald Knoxszal. Bár Oxford és Columbia is szerette volna, ha náluk tanít filozófiát, 1926-ban Edmund Dunne, Peoria (Illinois) püspöke, megkérte, hogy vegye át a Szent Patrik plébániát. 9 hónappal később Dunne visszahelyezte a Katolikus Egyetemre, ahol 1950-ig filozófiát tanított.
1929-ben Sheen beszédet mondott a Nemzeti Katolikus Oktatási Szervezetnél. Arra bátorította a tanárokat, hogy „új katolikus reneszánszt oktassanak” az Egyesült Államokban. Sheen remélte, hogy a katolikusok befolyásosabbá válnak országaikban az oktatáson keresztül, amely így segítene másokat is közelebb vonzani a hithez. Hitte, hogy a katolikusoknak hitüket „integrálniuk” kell a napi életük többi részébe is.
1951. június 11-én püspökké szentelték és New York segédpüspökeként szolgált 1951-től 1965-ig. A fő felszentelő egy sarutlan karmelita bíboros volt, Adeodate Giovanni Piazza, aki Sabina e Poggio Mirteto bíborosa és a Püspöki Kollégium titkára volt. A másik két felszentelő Leone Giovanni Battista Nigris érsek (Philippi címzetes püspöke és a Népek Evangelizációjának Kongregációja titkára) és Martin John O’Connor, Laodicea címzetes püspöke és a Tömegkommunikáció Pápai Tanácsának volt elnöke volt.

## Médiakarrier

### Rádió

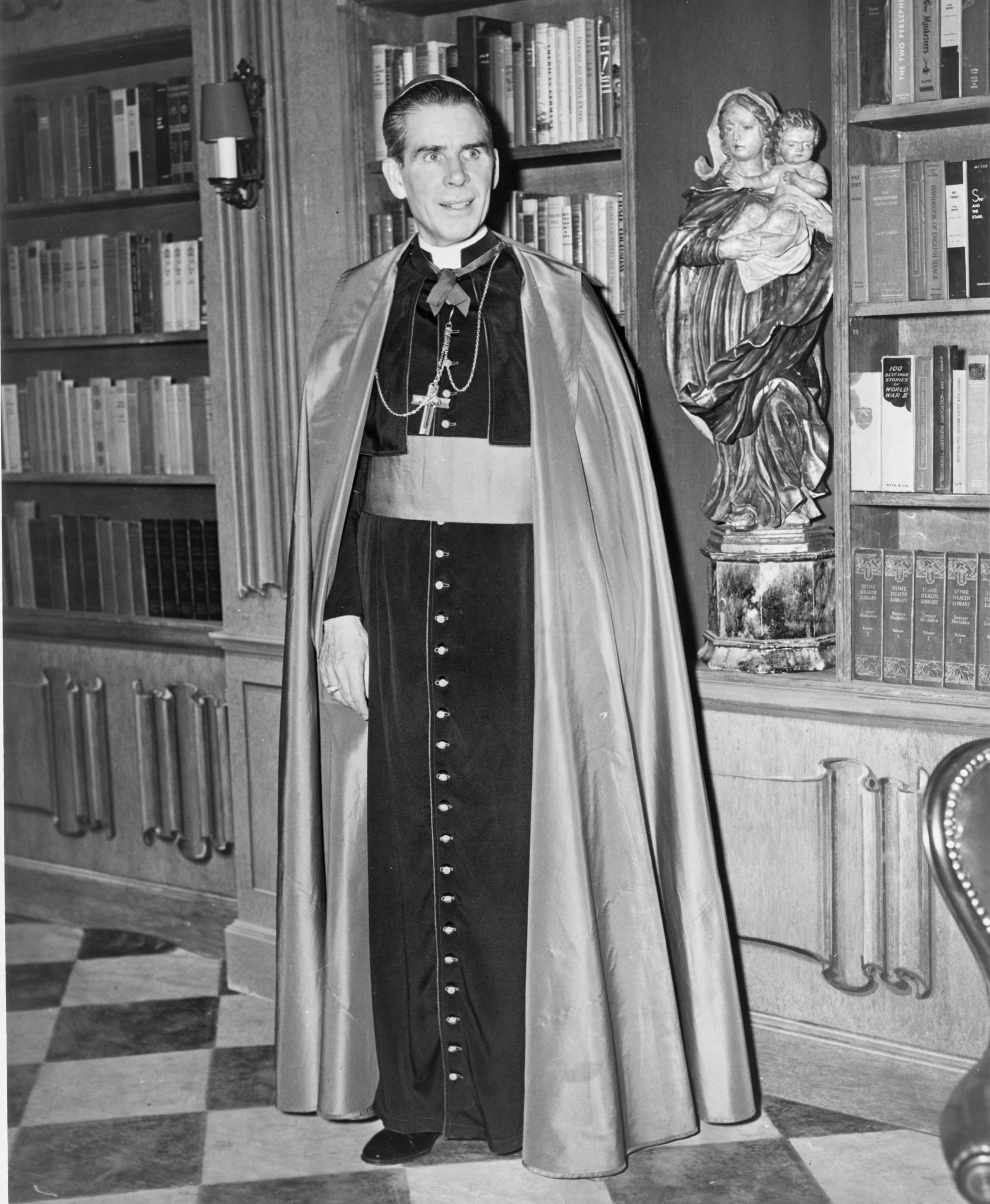
Fulton John Sheen püspök, az egyik első teleevangelista

Népszerű előadóként, Sheen az első könyvét 1925-ben írta és 1930-ban kezdte el a heti vasárnap esti rádiós műsorát, a Katolikus Órát. Sheen a második világháborút nem csak politikai harcnak nevezte, hanem „teológiainak” is. Hitlerre úgy utalt, mint az Antikrisztus egyik példájára. Két évtizeddel később az adás heti hallgatottsága elérte a 4 millió főt. A Time magazin 1946-ban úgy utalt rá, mint „az aranyhangú Fulton J. Sheen püspökre, a katolicizmus híres amerikai térítőjére” és jelentette, hogy az adás heti 3–6000 levelet kap a hallgatóktól. Ennek a korszaknak a közepén megszervezte az első vallásos műsorszórást a televízió új médiumán, ezzel átadva egy új pályát a vallásos tevékenységeinek.

### Televízió
1951-ben heti televíziós műsort kezdett a DuMont Television Network-ön Az életed érdemes élni címmel. A New York-i Adelphi Színházban felvett programban a fizetetlen Sheen püspök volt, aki egyszerűen beszélt egy élő közönség előtt bármiféle írás vagy kártya nélkül, alkalomszerűen táblát használva.
A show kedd esténként 8 órai kezdettel futott, s nem várták, hogy olyan nagy értékelései lesznek mint Milton Berlének és Frank Sinatrának. Ennek ellenére meglepően jól teljesített. Berle így viccelt: „Ő is régi anyagot használ.” és megjegyezte, „ha bárki is leszorít a csúcsról, jobb ha Az lesz, aki mellett Sheen püspök beszél.” Sheen tréfásan úgy válaszolt, hogy az embereknek úgy kellene őt szólítani, hogy „Fultie bácsi”. A Life és a Time magazinok Sheen püspökről szóló történetekről számoltak be. A műsort bemutató csatornák száma kevesebb mint két hónap alatt háromról tizenötre növekedett. 8500 rajongói levél folyt be hetente. Négyszer annyi jegyre lett volna kereslet, mint amennyit teljesíteni tudtak. Admiral, a szponzor, állta a produkció költségét cserébe két egyperces reklámért, egyet a műsor elején és egyet a műsor végén. 1952-ben Sheen Emmy-díjat nyert munkásságáért. Amikor elfogadta az elismerést, ezt mondta: „Úgy érzem itt az ideje, hogy tisztelegjek a négy írómnak – Máténak, Márknak, Lukácsnak és Jánosnak.” A Time magazin úgy nevezte őt, mint „az első teleevangelista” és a New York-i Egyházmegye nem tudta teljesíteni a jegyigényeket.
Az egyik legemlékezetesebb előadása 1953 februárjában volt, amikor is erőteljesen vádolta Sztálin szovjet uralmát. Sheen drámaian felolvasta Shakespeare Julius Caesar című drámájának temetési jelenetét Caesar, Cassius, Marcus Antonius és Brutus nevei helyett Sztálin, Berija, Malenkov és Visinszkij neveit olvasva. Az előadást azzal összegezte, hogy „Sztálin egy napon találkozni fog az ítélettel.” A diktátor néhány nappal később agyvérzést kapott és egy héten belül meghalt.
A műsor 1957-ig futott heti 30 millió embert vonzva a képernyő elé. 1958-ban Sheen a Társaság A Hitterjesztésért egyesület nemzetközi vezetője lett. 1966. október 26-ig szolgált ott, amikor kinevezték a New York állambeli Rochester püspökévé. Emellett házigazdája volt egy országosan sugárzott sorozatnak, A Fulton Sheen program című műsornak, amely 1961-től 1968-ig volt adásban (először fekete-fehérben majd színesben). A műsor típusa alapvetően ugyanaz volt mint Az életed érdemes élni című műsornak.

### A nemzetközi magnószalag szolgálat
1974 szeptemberében a Washingtoni főegyházmegye érseke felkérte Sheent, hogy tartsa meg az egyházmegyei papok lelkigyakorlatát a Maryland állambeli Faulknerben található Loyola lelkigyakorlatos házban. Ez egy magnószalagra lett rögzítve, amely a műfaj akkori állapotát tükrözi.
Sheen kérte, hogy a beszédeit adják ki az emberek számára. Ez volt az első alkotása a későbbi nemzetközi magnószalag szolgálatnak, amely Ministr-O-Media néven alakult, nonprofit vállalattá növekedett, és amely a Szent József-plébánia területén működött. A Megújulás és bűnbocsánat című lelkigyakorlatos album kilenc darab hatvanperces hangszalagból állt.
Több éven keresztül a Ministr-O-Media a nem zenei felvételek egyik legnagyobb forgalmazója volt az Egyesült Államokban. A működés a Szent József-plébánia étkezőjében kezdődött és végül öt ideiglenes tanterem nagyságúvá nőtt a templom területén, ezzel kilenc egyháztagot alkalmazva teljes állásban, sőt egy alkalommal összesen 18 főt. A csúcson a Ministr-O-Media személyzete és önkéntesei heti 500 albumot csomagoltak és postáztak hetente, és tíz éven belül egy millió ügyfélnek küldték világszerte. A fáradozás heti 15 000 dollár bevételt generált.
A Szent József Plébániát már bezárásra ítélték a felújításra szánt összeg hiánya miatt. A plébánia, amelyet 1763-ban alapítottak, a tovább létezését Sheen közbelépésének köszönhette és a magnószalag szolgálatnak, amelynek köszönhetően újjáépítették a templomot a plébániai önkéntesek áldozatos munkaerejével együttműködve.
Sheen püspök vezetése alatt a magnószalag szolgálat bevétele a pápa nemzetközi missziós törekvéseit támogatták. A létezésének évtizedében a Minstr-O-Media negyedmillió amerikai dollárt juttatott segélyszervezetek számára.

### Evangelizáció
Sheen számos ismert személyiséget segített a katolikus hit megismerésére mint pl. Heywood Broun agnosztikus írót, Clare Boothe Luce politikust, II. Henry Ford autógyárost, Louis F. Budenz kommunista írót, Jo Mielziner színházi tervezőt, Fritz Kreisler hegedűművészt és zeneszerzőt, valamint Virgina Mayo színésznőt.

## Későbbi évei
Amíg Rochesterben szolgált, megalakította a Sheen Ökumenikus Lakásügyi Alapítványt, amely a mai napig működik. Energiájának egy részét politikai tevékenységekre fordította. Bírálta a vietnámi háborút 1967 júliusának végén. 1967 hamvazószerdáján Sheen úgy döntött, hogy odaadja a Szent Brigitta Plébánia épületét a nemzetközi lakásügyi és városi fejlesztési programnak. Sheen meg akarta engedni, hogy az állam afroamerikaiak részére használja. Tiltakozás volt, mivel Sheen a saját döntése szerint cselekedett. A plébános ellenkezett azt mondván, hogy „Van elég üres terület anélkül, hogy a templomot és az iskolát lebontanák.” Az üzlet megbukott.
1969. október 15-én, egy hónappal 50 éves papi jubileumának ünnepe után, Sheen lemondott posztjáról és VI. Pál pápa Newport címzetes püspökévé nevezte ki. Ez a címzetes pozíció lehetővé tette Sheennek, hogy folytassa széles körű írói tevékenységét. Sheen püspök 73 könyvet és számos cikket és rovatot írt.
1979. október 2-án, két hónappal Sheen halála előtt, II. János Pál pápa meglátogatta a Szent Patrik-székesegyházat New York városában és magához ölelte Sheent ezt mondva: „Jól írtál és beszéltél az Úr Jézus Krisztusról. Az egyház hűséges fia vagy.”

## Halála és öröksége
Sheen szívbetegségben halt meg 1979. december 9-én, egy nyílt szívműtét után, melyet a Lenox Hill Hospitalban végeztek. A Szent Patrik-székesegyház kriptájában temették el közel New York-i főegyházmegye elhunyt püspökeihez. Sheen iratainak, televízió műsorainak és más anyagainak hivatalos raktára Szent Bernát Teológiai és Szolgálati Iskolájában találhatóak a New York állambeli Rochesterben.
Joseph Campanella bemutatta Sheen különböző műsorainak újrajátszásait az EWTN csatornán. Szintén sugároznak újrajátszásokat a Trinity Broadcasting Networkön. A televíziós megjelenései mellett Sheen püspök hallható még a Relevant Radion.

## Boldoggá avatási eljárás
A Fulton J. Sheen Püspök Alapítványt 1998-ban alapította Gregory J. Ladd és Lawrence F. Hickey, hogy ismertté tegye a püspök életét. Az alapítvány megkereste New York-i főegyházmegye John O'Connor bíborosát, hogy engedélyt adjon az eljárás megkezdéséhez, amely a Peoriai egyházmegye felügyelete alatt folyik.
2002-ben Sheen szentté avatási eljárása hivatalosan elkezdődött és ettől kezdve „Isten szolgájaként” utalnak rá.
2008. február 2-án Sheen archívumait lezárták egy különleges misével egybekötött ünnepségen az Illinois állambeli Peoriában található Mária szeplőtelen fogantatása katedrálisban, ahol az egyházmegye támogatta kanonizációját.
2010 novemberében kihirdették, hogy New York Egyházmegye valószínűleg átveszi a szentté avatási eljárás folyamatát egy rendezetlen vita miatt, amely Sheen földi maradványainak Peoriába viteléről szólt.
2012. június 28-án a Vatikán kihirdette, hogy Sheen „hősies erényeket” gyakorolt életében. Ez a boldoggá avatási eljárás felé egy nagy lépés. Ettől a pillanattól kezdve Sheen megszólítása „Isten tiszteletreméltó szolgája.”
A Catholic News Service és a The Catholic Post (Peoria Egyházmegye hivatalos újsága) szerint az ügy, amelyben egy újszülött kisfiúnak 61 percig nem volt megfigyelhető pulzusa (és akit halottnak akartak már nyilvánítani a peoriai OSF Szent Ferenc Orvosi Központban, mint halva született csecsemőt) és mégis állítólagosan életre kelt egészségesen – fizikai vagy szellemi károsodás nélkül – Sheen püspök boldoggá avatásához szükséges csodaként, a kivizsgálás kezdeti fázisában van. Ha a csodát egyházmegyeileg elismerik, majd a Szentek Ügyeinek Kongregációja is elismeri a Vatikánban (orvosilag megmagyarázhatatlannak és közvetlenül teológiailag Sheen közbenjárásának tulajdoníthatónak is szakértők által) akkor a boldoggá avatási eljárás végbe megy. Egy másik hasonló csoda szükséges ahhoz, hogy szentté avassák. 2011. szeptember 7-én egy döntőbizottság esküdött fel, hogy kivizsgálja az állítólagos gyógyulást. 2011. december 11-én, vasárnap a 10 óra 30 perces különleges misén, amelyet a peoriai Szent Mária katedrálisban tartottak, a bizottság által, 3 hónap alatt összegyűjtött dokumentumokat bedobozolták és lezárták. Ezután a Vatikánba szállították ezeket, hogy megvizsgálhassa őket a Szentek Ügyeinek Kongregációja, összegezve az egyházmegyei bizottság munkáját, amely az egyházmegye projekttel kapcsolatos munkáiból áll.
2016 és 2019 között szünetelt az eljárás, mivel a Peoriai és a New York-i egyházmegye vitatkozni kezdett Sheen földi maradványain. Végül Sheen legközebbi élő rokona, Joan Sheen Cunningham, többéves pereskedés után elérte, hogy a New York-i főegyházmegye kiadja a hamvakat, amelyeket a peoriai Szeplőtelen Szűz székesegyházban helyeztek el 2019 júniusában.  2019. július 6-án a Vatikán bejelentette, hogy Ferenc pápa a csodát elismerte és Sheent boldoggá avathatják. 2019. november 19-én a peoriai egyházmegye hírül adta, hogy a boldoggá avatásra 2019 december 21-én, Peoriában kerül sor.

## Néhány könyve
- God and Intelligence in Modern Philosophy (1925, Longmans, Green and Co.)
- The Seven Last Words (1933, The Century Co.)
- Philosophy of Science (1934, Bruce Publishing Co.)
- The Eternal Galilean (1934, Appleton-Century-Crofts)
- Calvary and the Mass (1936, P. J. Kenedy & Sons)
- The Cross and the Beatitudes (1937, P. J. Kenedy & Sons)
- Seven Words of Jesus and Mary (1945, P. J. Kenedy & Sons)
- Communism and the Conscience of the West (1948, Bobbs-Merrill)
- Peace of Soul (1949, McGraw–Hill)[40]
- Three to Get Married (1951, Appleton-Century-Crofts)
- The World's First Love (1952, McGraw-Hill)
- Life Is Worth Living Series 1–5 (1953–1957, McGraw–Hill)
- Way to Happiness (1953, Maco Magazine)
- Way to Inner Peace (1955, Garden City Books)
- Life of Christ (1958, McGraw–Hill)
- Missions and the World Crisis (1963, Bruce Publishing Co.)
- The Power of Love (1965, Simon & Schuster)
- Footprints in a Darkened Forest (1967, Meredith Press)
- Lenten and Easter Inspirations (1967, Maco Ecumenical Books)
- Treasure in Clay: The Autobiography of Fulton J. Sheen (1980, Doubleday & Co.)

## Fordítás
- Ez a szócikk részben vagy egészben  a   Fulton J. Sheen című angol Wikipédia-szócikk fordításán alapul.  Az eredeti cikk szerkesztőit annak laptörténete sorolja fel. Ez a jelzés csupán a megfogalmazás eredetét és a szerzői jogokat jelzi, nem szolgál a cikkben szereplő információk forrásmegjelöléseként.